# Noumandiez Doué
Noumandiez Désiré Doué (* 29. September 1970) ist ein ehemaliger ivorischer Fußballschiedsrichter.
Er war ab 2004 FIFA-Schiedsrichter. Doué hat bei den Afrikameisterschaften 2010, 2012 und 2013 Spiele geleitet. Zudem war er im Jahr 2011 bei der U-20-Weltmeisterschaft und der Klub-Weltmeisterschaft im Einsatz und leitete das CAF-Champions-League-Finale. 2013 hat er erneut an der U-20-Weltmeisterschaft teilgenommen. Weiterhin leitete er Qualifikationsspiele zu den Weltmeisterschaften 2010 und 2014. 2011 wurde er von der CAF zu Afrikas Schiedsrichter des Jahres gewählt. Bei der Fußball-Weltmeisterschaft 2014 leitete er zwei Spiele der Gruppenphase.

## Einsätze bei der Fußball-Weltmeisterschaft 2014
| Phase        | Datum         | Spielort       | Heimmannschaft | Gastmannschaft | Ergebnis  |
| ------------ | ------------- | -------------- | -------------- | -------------- | --------- |
| Gruppenphase | 13. Juni 2014 | Cuiabá         | Chile          | Australien     | 3:1 (2:1) |
| Gruppenphase | 25. Juni 2014 | Rio de Janeiro | Ecuador        | Frankreich     | 0:0       |